# Sörviks gruva

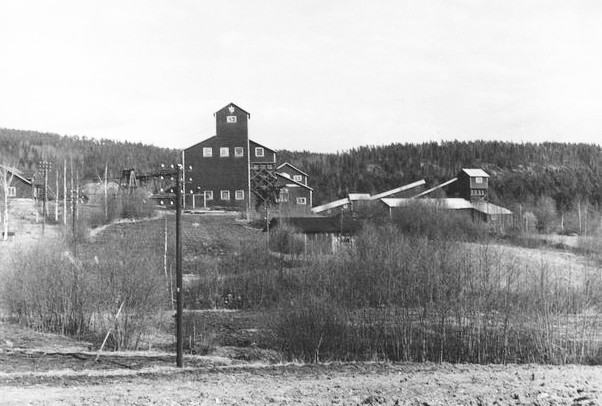
Sörviksgruvan på 1960-talets mitt.

Sörviks gruvor var ett gruvområde beläget  vid tätorten Sörvik, strax norr om Ludvika i Ludvika kommun. Brytningen började på 1860-talet och upphörde 1962. Gruvan i Sörvik hade nära samarbete med Lekombergs gruva och hörde under andra världskriget till Lekombergsgruppen. Gruvområdet är ett fornminne med RAÄ-nummer Ludvika 169:1.

## Beskrivning

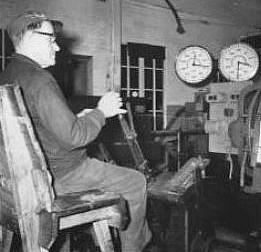
Spelare i Sörviksgruvan.

Sörviks gruvområde innehöll ett 60-tal gruvor varav 44 hade egna namn, bland annat Kogruvan, Springgruvan, Backgruvan, Södra och Norra Sörviksgruvan samt Södra och Östra Lampangruva. Brytningen började på 1860-talets slut i Lampangruvan.
Den mest kända gruvan hette Sörviks Nygruva, även kallad Sörviksgruvan, där brytningen kom igång mellan 1910 och 1911. Sörviksfältet sträcker sig väster om det stora Håksbergsfältet och innehåller  bland annat kvartsiga malmer och den så kallade  Sörvikskalken, som utgör ett 500 meter långt och 60 meter brett dagbrott, där kalk brutits redan på 1500-talet (se även Burtjärnens kalkugn).  I Sörviksgruvan bröts också en av typ blodstensmalm och järnhalten låg mellan 40 och 50 procent.
Redan 1911 förvärvade det tyskägda företaget Lekomberg Gruv AB Sörviks gruvfält. 1920 sänktes hisschaktet i Sörviksgruvan ned till 50 meters djup. År 1922 utbröt en strejk som varade i 22 månader och gruvan vattenfylldes helt.
Brytningen vid Sörviks gruvor hade sin storhetstid mellan 1938 och 1945. Ett stort antal arbetare flyttade in och man hade nära samarbete med närliggande Lekombergs gruva, där även ledningen satt. Båda gruvor hade tyska intressen och var så kallade Tyskgruvor, som levererade järnmalm till Nazitysklands krigsindustri. Mellan Sörvik och Lekomberg uppfördes en 2 400 meter lång linbana som transporterade malmen till anrikningsverket i Lekomberg. Efter andra världskriget administrerades  Sörviksgruvan av Flyktkapitalbyrån. Berguppfordringen vid Sörviksgruvan lades ned i slutet på 1950-talet medan själva gruvdriften avvecklades 1962, då var största djupet i gruvan 160 meter.

## Nutida bilder från gruvområdet

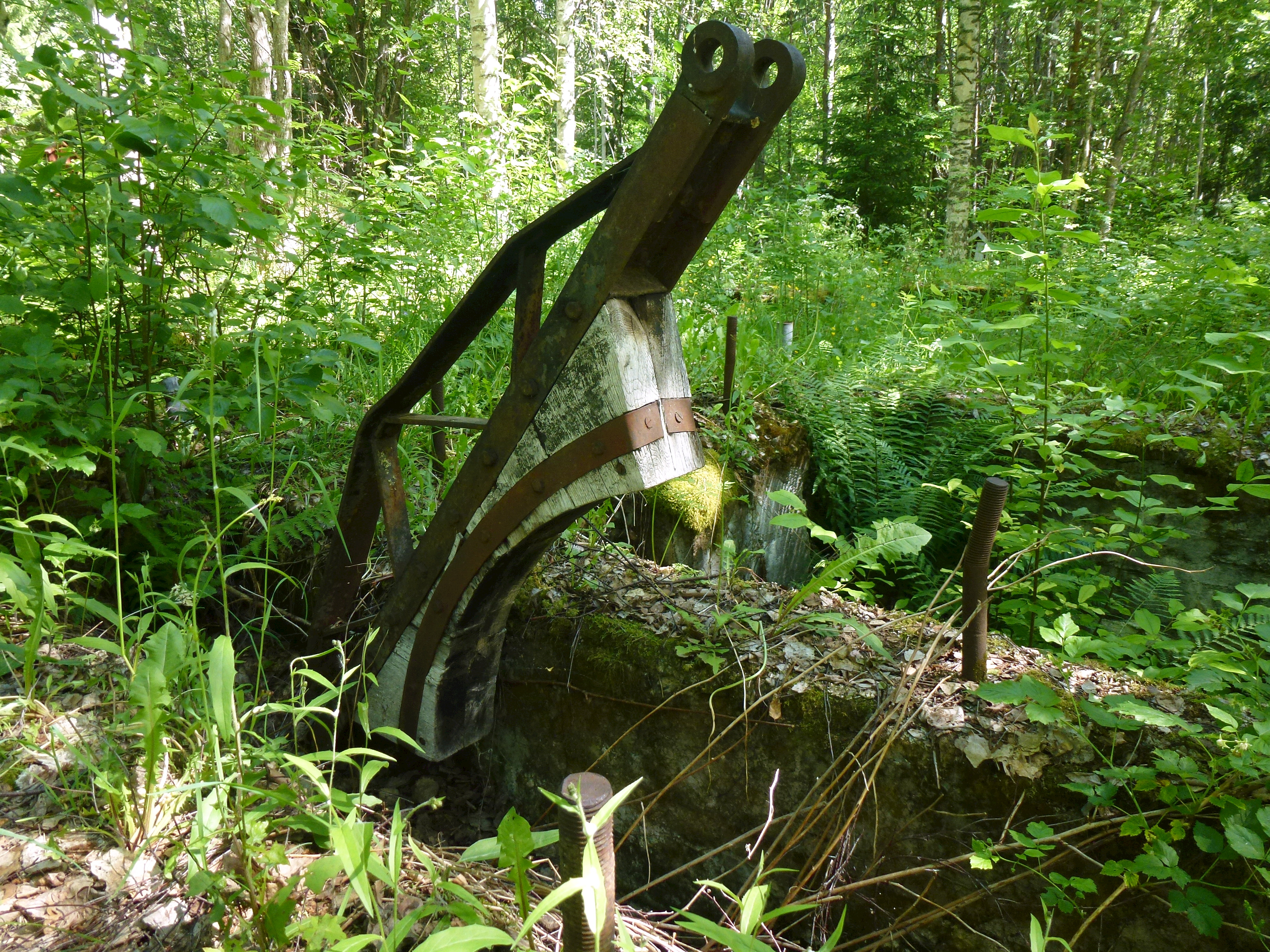
Bromskloss i maskinhuset
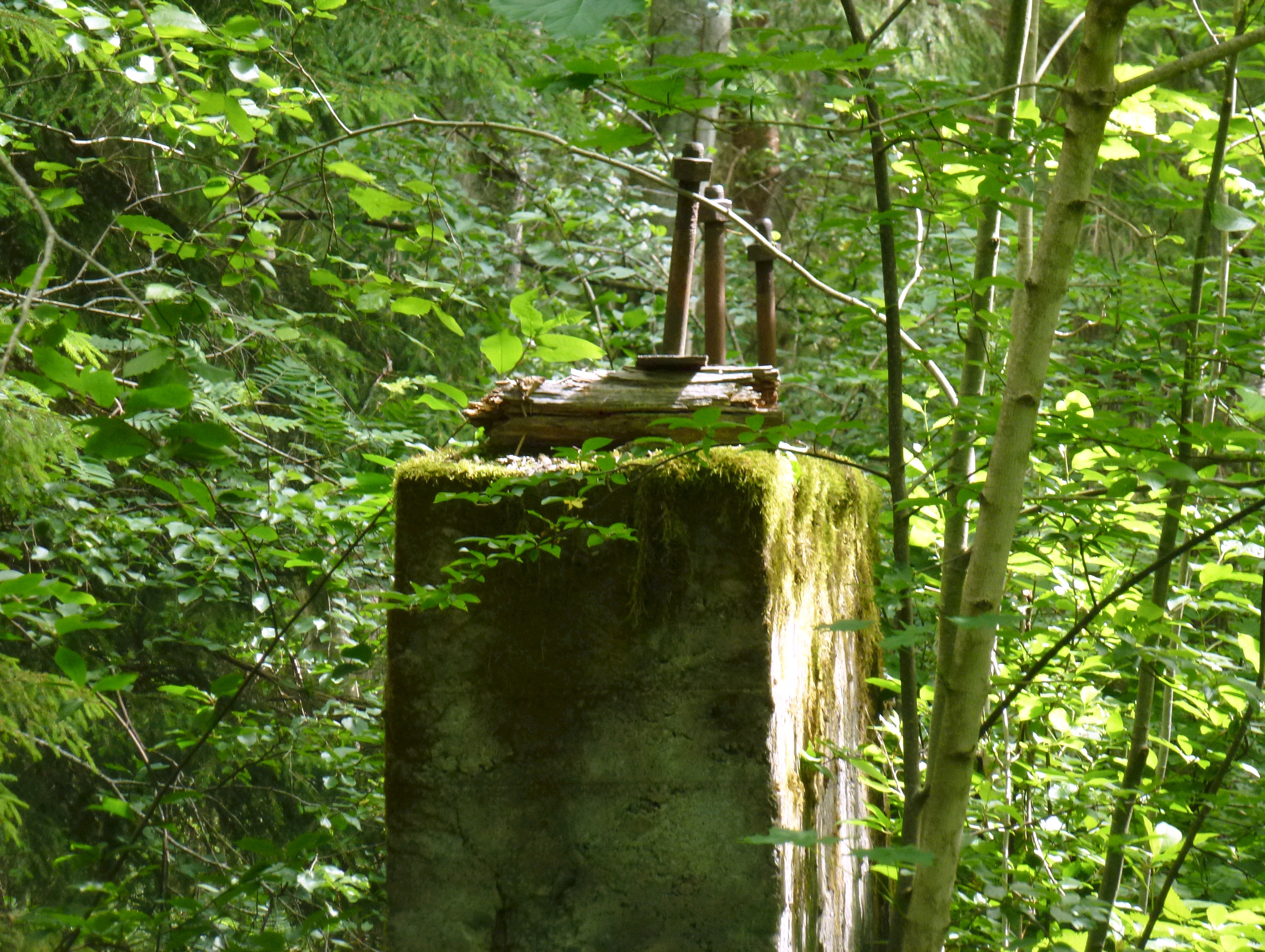
Fundament efter linbanan
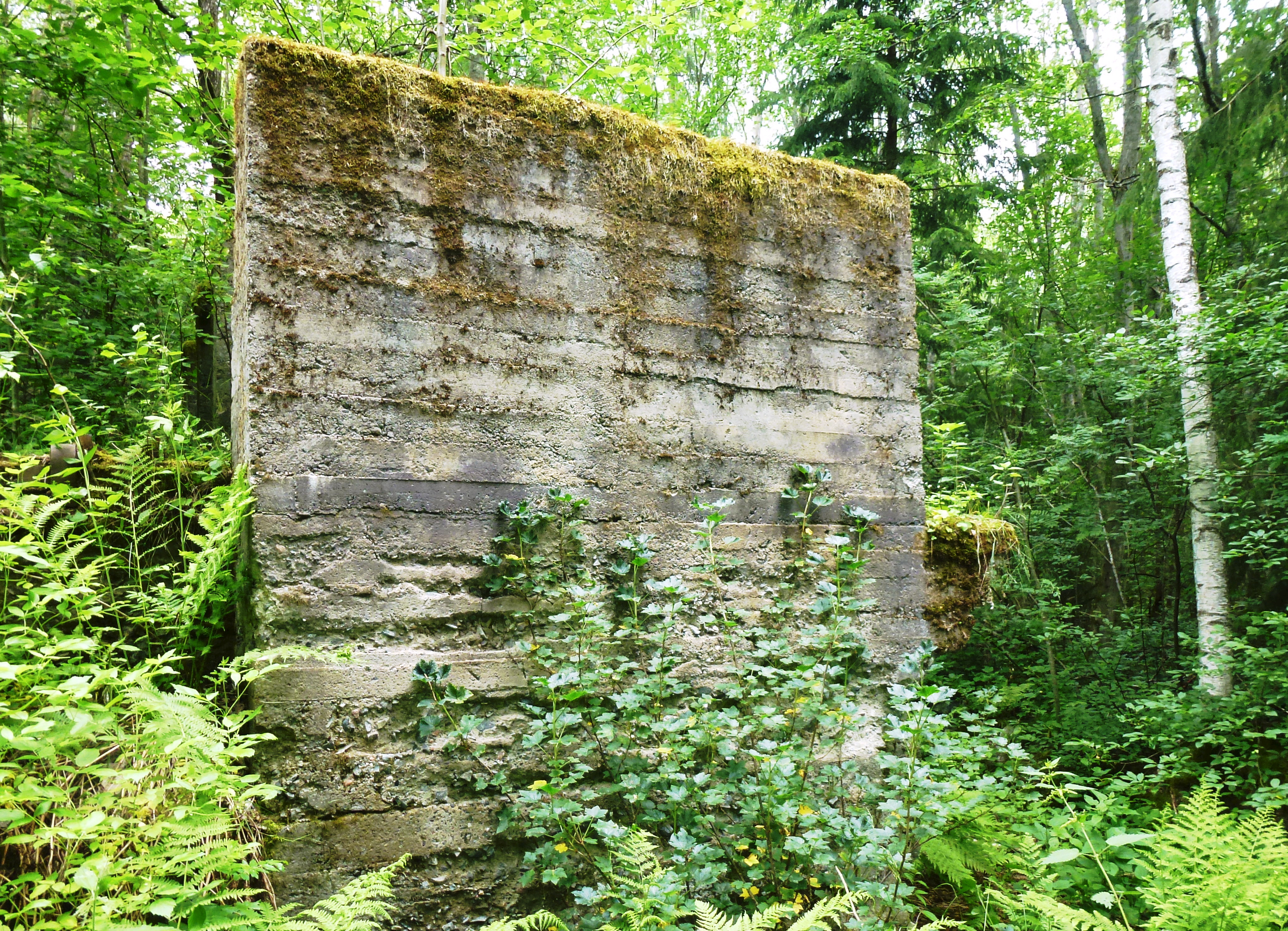
Ruin efter krosshuset
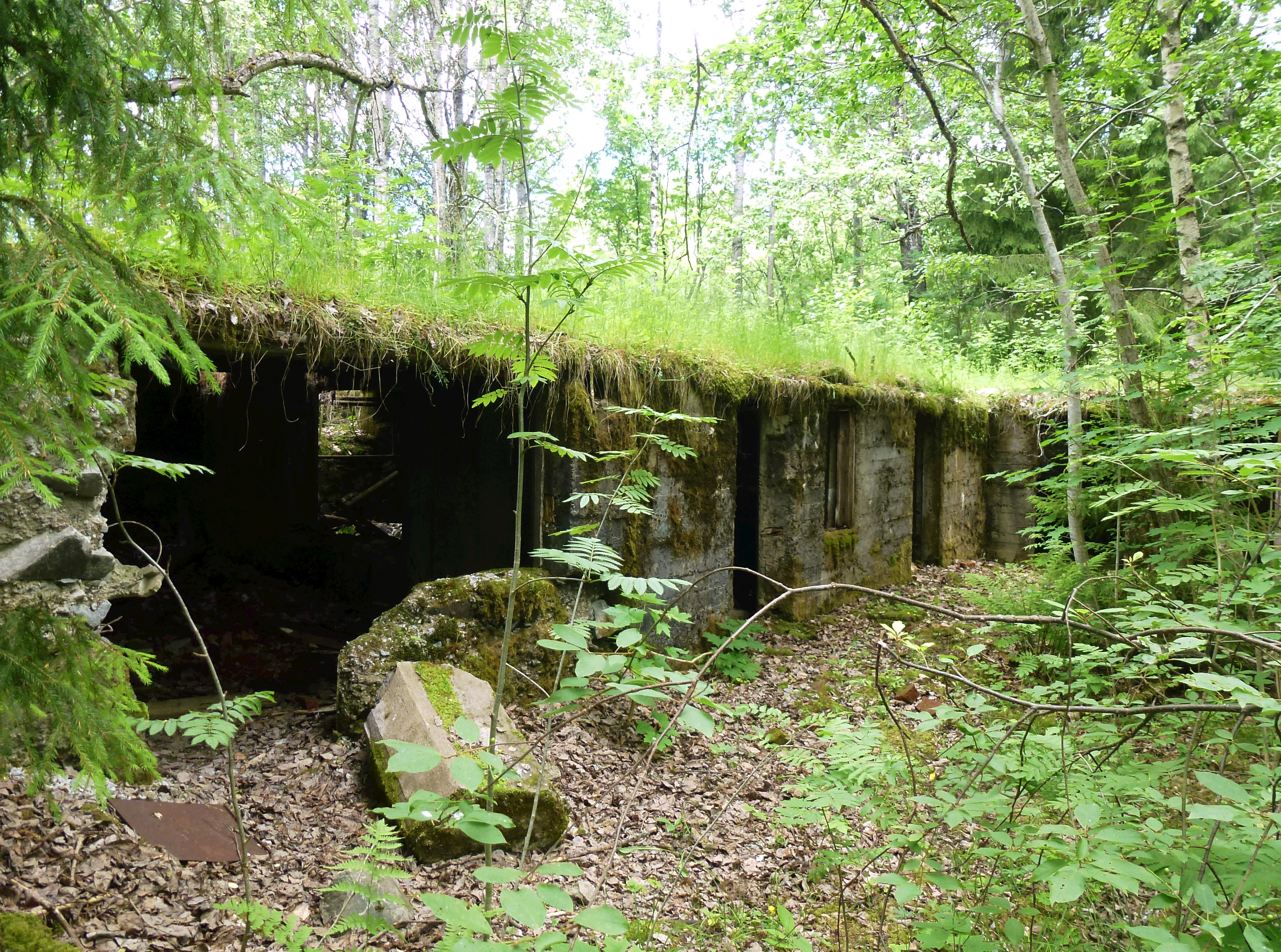
Ruin efter gruvstugan